# Teatre romà de Saragossa
El Teatre romà de Saragossa (antiga Caesaraugusta) és un teatre de l'època romana, construït a la primera meitat del segle I d C., en L'època de Tiberi i Claudi. Tenia una capacitat de 6.000 espectadors i seguia el model del teatre de Marcel de Roma. Va estar en actiu fins al segle iii. Els seus materials va servir per construir muralles i altres edificacions. El 1974, una excavacions arqueològiques el van destapar. Actualment se'l pot visitar en el marc del Museu del Teatre de Cesaraugusta.

Caesaraugusta sobre un plànol modern de Saragossa
1.- Decumanus
2.- Cardo
3.- Fòrum
4.- Port fluvial
5.- Termes públiques
6.- Teatre
7.- Muralla

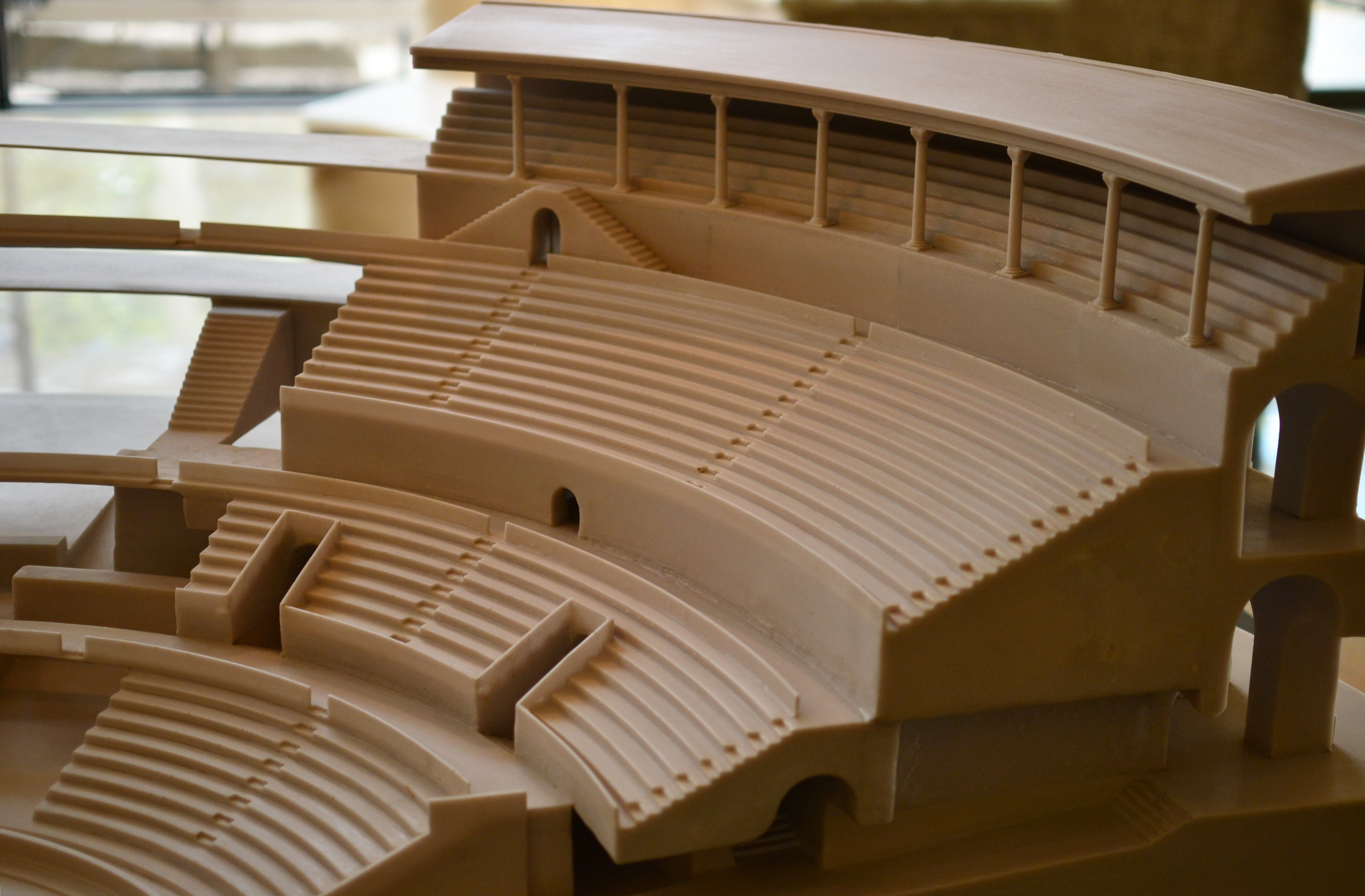
Maqueta del Teatre romà de Saragossa.